# Andri Kotelnyk
Andri Mykolaiovych Kotelnyk –en ucraniano, Андрій Миколайович Котельник– (Leópolis, URSS, 29 de diciembre de 1977) es un deportista ucraniano que compitió en boxeo.
Participó en los Juegos Olímpicos de Sídney 2000, obteniendo una medalla de plata en el peso ligero.
En diciembre de 2000 disputó su primera pelea como profesional. En enero de 2003 conquistó el título interncontinental de la AMB, en la categoría de peso wélter ligero, que volvió a ganar en marzo de 2008, pero perdió en julio de 2009.

## Palmarés internacional
| Juegos Olímpicos | Juegos Olímpicos   | Juegos Olímpicos | Juegos Olímpicos |
| Año              | Lugar              | Medalla          | Categoría        |
| ---------------- | ------------------ | ---------------- | ---------------- |
| 2000             | Sídney (Australia) | Medalla de plata | 60 kg            |